# Matthias Luthardt
Matthias Luthardt, né en 1972 à Leyde (Pays-Bas), est un réalisateur et scénariste allemand.

## Biographie
À l'instar de Robert, le jeune pianiste et l'un des protagonistes de son film Pingpong, Matthias Luthardt souhaite très tôt épouser une carrière de musicien. Finalement, conscient de son manque de discipline et d'avoir une ambition trop timorée, il abandonne cette voie et s'oriente vers des études de rhétorique et de littérature. Il étudie d'abord à l'Université Eberhard Karl de Tübingen, puis à Lyon.
Si sa culture cinéphile se limite à cette époque aux blockbusters, la fréquentation assidue de l'Institut Lumière à Lyon lui permet la découverte d'un autre univers cinématographique, avec les films, entre autres, de Godard, Truffaut, Kusturica, Lars von Trier et de ses compatriotes Fassbinder et Wenders. Fortement marqué par Le Décalogue de Krzysztof Kieślowski, il obtient sa maîtrise ès arts en soutenant une thèse sur ce réalisateur.
Ses études littéraires terminées, à 26 ans, il s'inscrit aux cours de réalisation cinématographique de l'Académie du film et de la télévision Konrad Wolf (de) de Potsdam-Babelsberg, dont il est diplômé en 2005. Parallèlement, il suit durant une année (2001-2002) à l'Académie du film du Bade-Wurtemberg à Ludwigsburg et à la Fémis à Paris le programme de formation continue de l’atelier Masterclass, organisé sous l'égide de l'Académie franco-allemande du cinéma.
Durant ses études à l'Académie Konrad Wolf, il réalise trois documentaires et quatre courts-métrages dont le dernier, Summergames, en 2005, est la matrice de son 1er long-métrage Pingpong. Présenté à la Semaine de la critique internationale du Festival de Cannes 2006, ce film obtient le prix SACD, conjointement avec Les Amitiés maléfiques de Emmanuel Bourdieu et le prix OFAJ de la (toute) jeune critique.

## Filmographie

### Réalisateur et scénariste
- 2006 : Pingpong
- 2023 : Luise

## Sources & références
- Matthias Luthardt, sur le site lemonde.fr, consulté le 24 avril 2008
- (en) Matthias Luthardt, sur le site french-exit.de, consulté le 24 avril 2008